# Bruni (Texas)
Pour les articles homonymes, voir Bruni.
Bruni est une census-designated place située dans le comté de Webb, dans l’État du Texas, aux États-Unis. Sa population s’élevait à 379 habitants lors du recensement de 2010.